# Situation Comedy
Situation Comedy je deváté sólové studiové album velšského hudebníka Eurose Childse. Vydalo jej v říjnu roku 2013 hudební vydavatelství National Elf Records. Každá píseň má podobu krátkého příběhu. Album bylo nominováno na Welsh Music Prize.

## Seznam skladeb
| Pořadí | Název                                    | Délka |
| ------ | ---------------------------------------- | ----- |
| 1.     | Tête À Tête                              | 2:52  |
| 2.     | Second Home Blues                        | 2:22  |
| 3.     | Avon Lady                                | 2:57  |
| 4.     | Ooh La Oona                              | 3:41  |
| 5.     | Brides in the Bath                       | 2:23  |
| 6.     | Give the Girl a Hand / The Peanut Vendor | 2:20  |
| 7.     | Holiday from Myself                      | 4:40  |
| 8.     | Tina Said                                | 3:19  |
| 9.     | Daddy's Girl                             | 4:24  |
| 10.    | Good Time Baby (Talk to Me)              | 4:55  |
| 11.    | Trick of the Mind                        | 13:40 |

## Obsazení
- Euros Childs – zpěv, klavír, syntezátor
- Stephen Black – baskytara, klarinet, saxofon
- Stuart Kidd – bicí
- Marco Rea – kytara
- Laura J Martin – flétna